# Quebrada Arenas (Vega Baja)
Quebrada Arenas es un barrio ubicado en el municipio de Vega Baja en el estado libre asociado de Puerto Rico. En el Censo de 2010 tenía una población de 773 habitantes y una densidad poblacional de 163,9 personas por km².

## Geografía
Quebrada Arenas se encuentra ubicado en las coordenadas 18°22′35″N 66°24′2″O / 18.37639, -66.40056. Según la Oficina del Censo de los Estados Unidos, Quebrada Arenas tiene una superficie total de 4.72 km², de la cual 4.71 km² corresponden a tierra firme y (0.22%) 0.01 km² es agua.

## Demografía
Según el censo de 2010, había 773 personas residiendo en Quebrada Arenas. La densidad de población era de 163,9 hab./km². De los 773 habitantes, Quebrada Arenas estaba compuesto por el 82.02% blancos, el 8.67% eran afroamericanos, el 0.52% eran amerindios, el 0.13% eran asiáticos, el 7.63% eran de otras razas y el 1.03% pertenecían a dos o más razas. Del total de la población el 99.87% eran hispanos o latinos de cualquier raza.